# Hagenmarkt

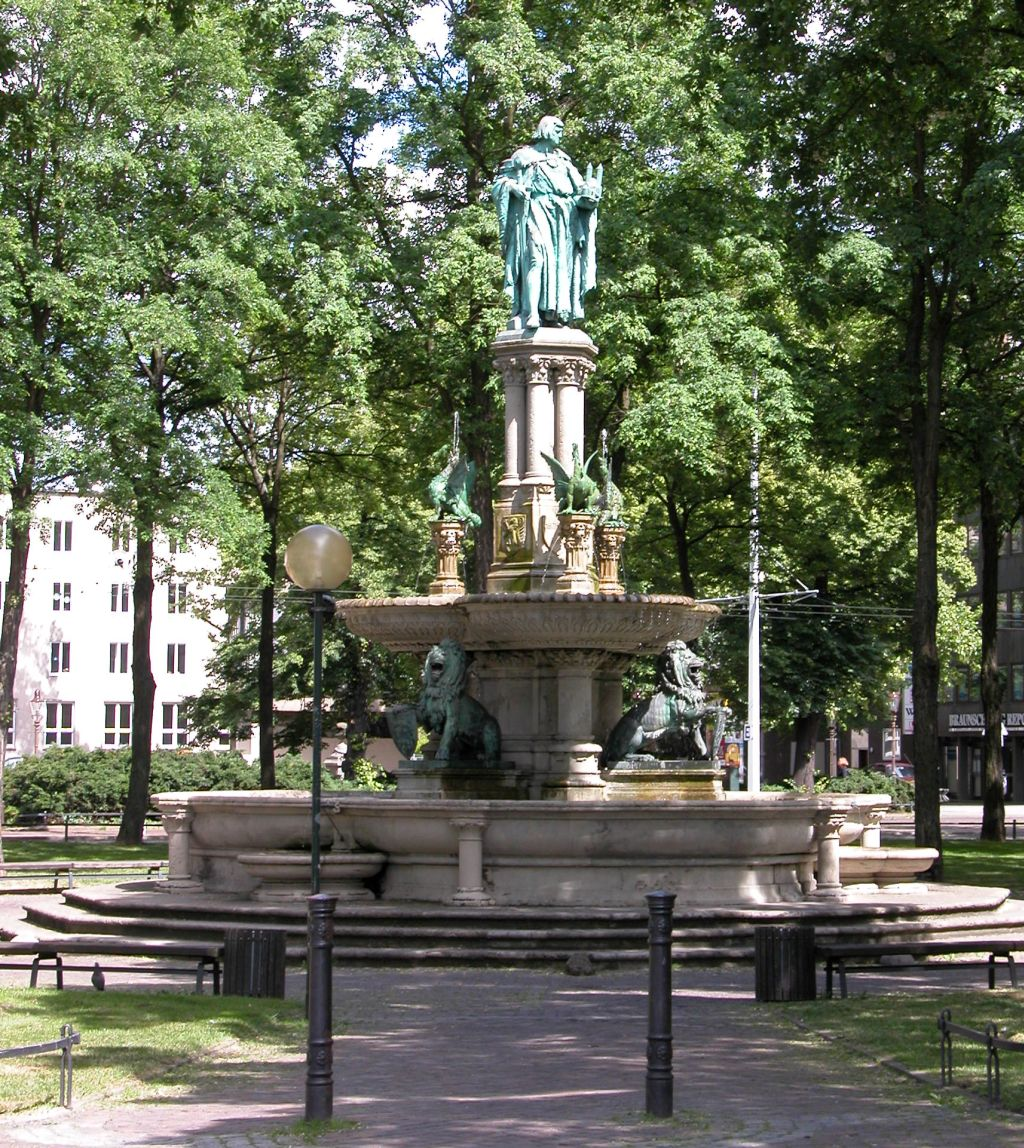
Heinrichsbrunnen auf dem Hagenmarkt

Der Hagenmarkt ist der zentrale Platz des Braunschweiger Weichbildes Hagen. Er ist über die Wendenstraße, die Fallersleber Straße, die Casparistraße, die Hagenbrücke und den Bohlweg erreichbar.

## Namensursprung
Das Weichbild Hagen wurde um 1160 durch Herzog Heinrich den Löwen angelegt, wobei „Hagen“ eine eingehegte Siedlung bezeichnet. Der Hagenmarkt wird 1268 als „forum Indaginis“ und 1328 als „uppe dem haghenmarkete“ genannt.

## Bauten

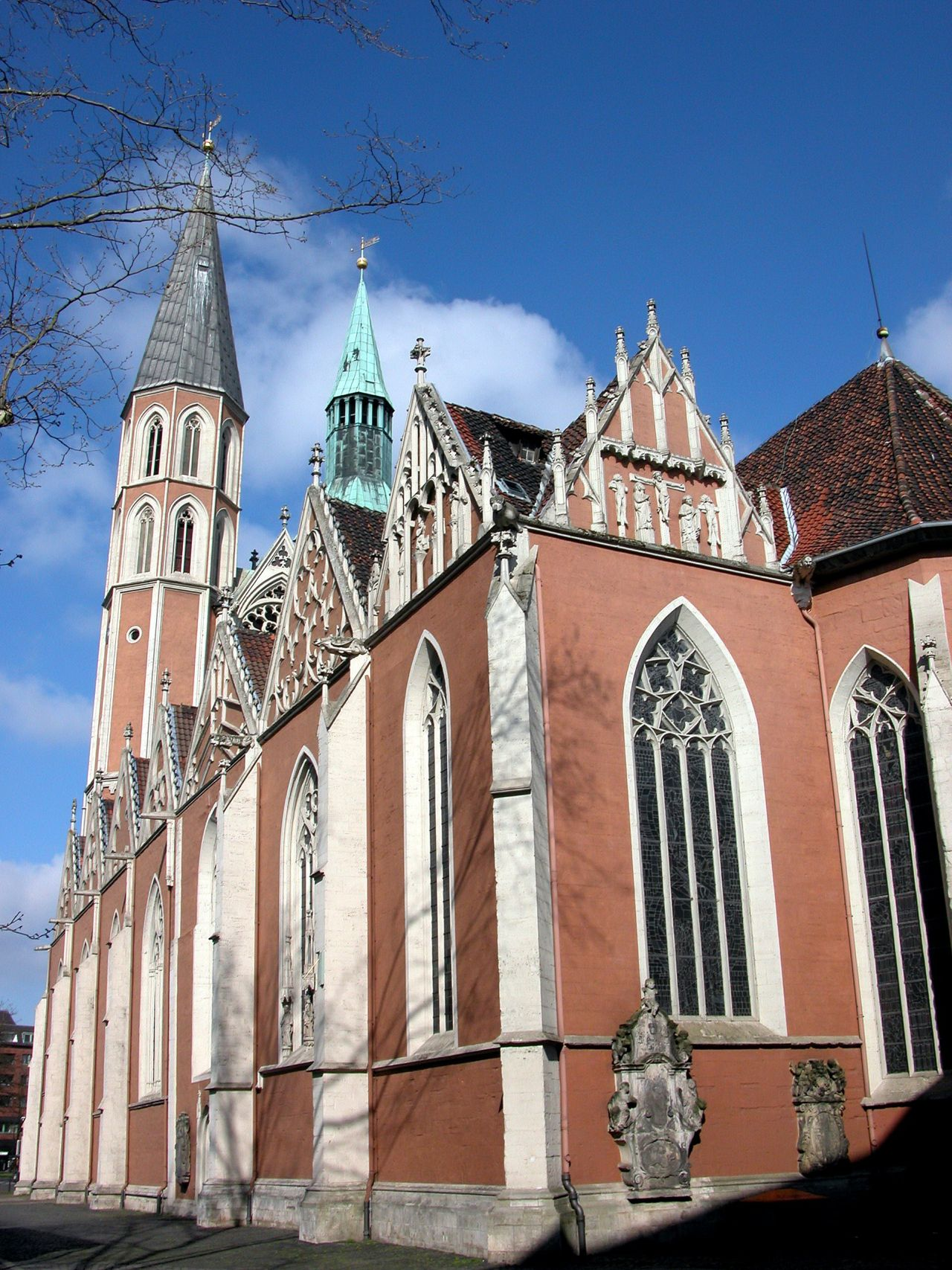
St. Katharinen von Südosten

### St. Katharinen
Der Hagenmarkt wird seit dem Mittelalter dominiert von der an seiner Ostseite ab ungefähr 1200 errichteten Katharinenkirche, der seit 1528 protestantischen Pfarrkirche des Hagen. Der Gründungsbau erfolgte in enger Anlehnung an den Braunschweiger Dom und die Martinikirche in der Altstadt. Der Umbau zu einer gotischen Hallenkirche wurde in der zweiten Hälfte des 13. Jahrhunderts begonnen. Die Westanlage und der Südturm wurden 1379 fertiggestellt. In den Jahren 1887 bis 1890 restaurierte Stadtbaurat Ludwig Winter den Bau. Nach Zerstörungen während des Zweiten Weltkriegs wurde 1946 mit der Wiederherstellung begonnen. Die Turmhelme wurden 1957 bis 1958 erneuert.

### Vom Rathaus zum herzoglichen Opernhaus

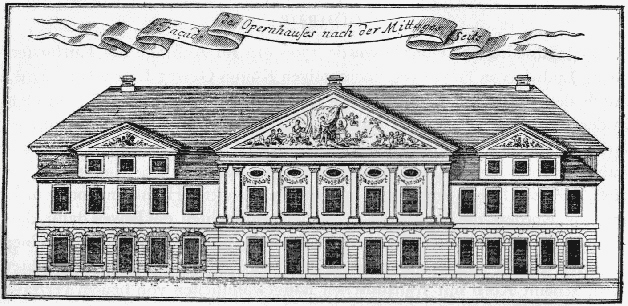
Opernhaus

Ungefähr 1230 wurde südwestlich der Katharinenkirche das Hagenrathaus errichtet, nördlich davon befand sich das 1302 erwähnte Gewandhaus.
Mit der Eroberung der Stadt durch den welfischen Landesherrn im Jahre 1671 war das Hagenrathaus funktionslos geworden. Auf Veranlassung des kunstsinnigen Herzogs Anton Ulrich wurde es zusammen mit dem benachbarten Gewandhaus im Jahre 1690 durch den Landbaumeister Johann Balthasar Lauterbach zu einem Opernhaus umgebaut. Es diente zunächst als Spielstätte für Opern. Ab dem 18. Jahrhundert wurden auch Schauspiele aufgeführt, darunter zahlreiche Erstaufführungen, wie Emilia Galotti und Faust. 1818 wurde die Bühne zum Nationaltheater erhoben. 1861 zog das Theater an seine neue Spielstätte am Steinweg. Das Opernhaus wurde 1864 abgerissen.

### Hagenmarkt-Apotheke

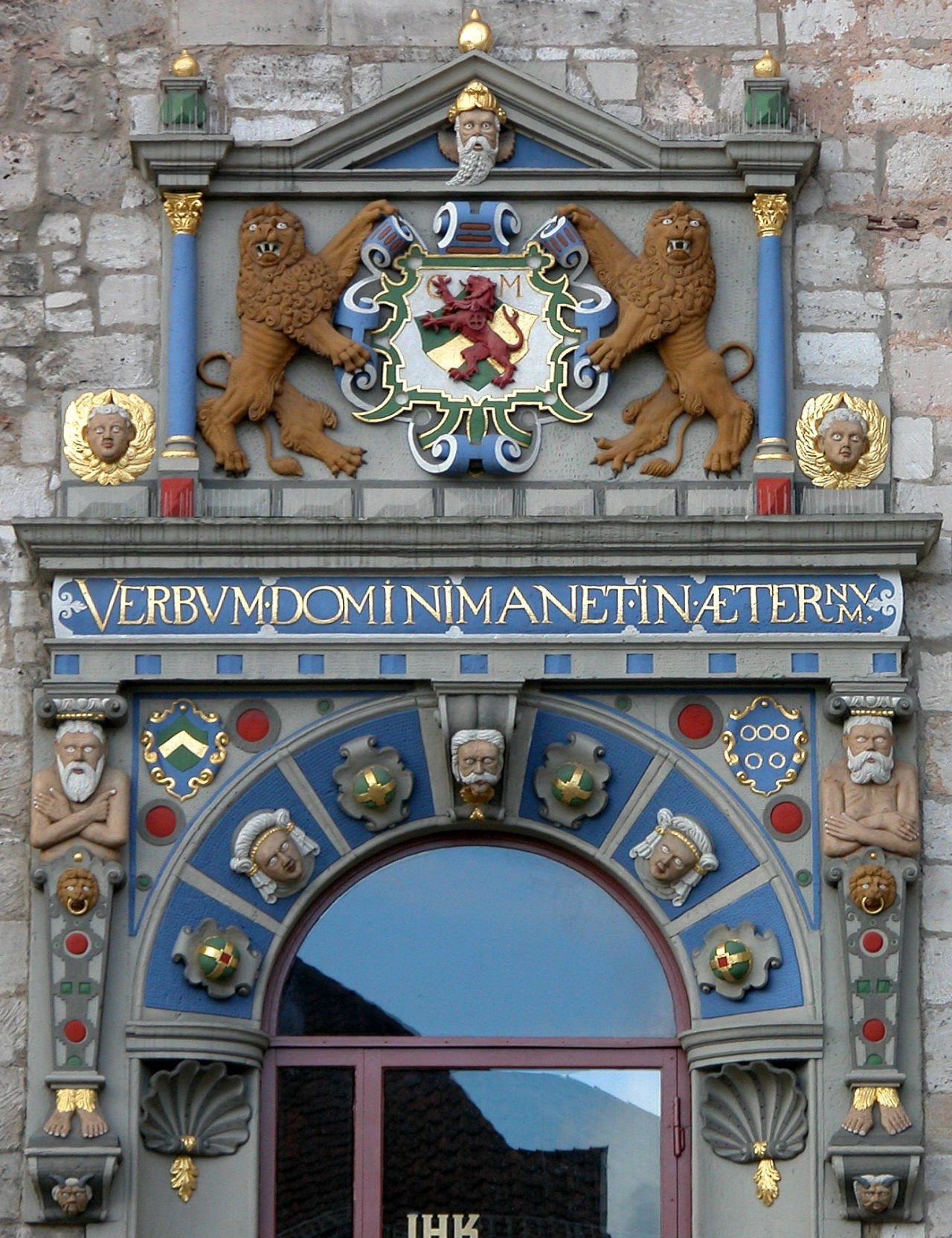
Das Portal der Hagenmarkt-Apotheke

Nach der seit 1479 bestehenden Ratsapotheke am Eiermarkt wurde im Jahre 1677 die Hagenmarkt-Apotheke als zweite derartige Einrichtung erbaut. Sie wurde nach der Zerstörung im Zweiten Weltkrieg in modernem Architekturstil wieder aufgebaut. Lediglich das Portal des Bildhauers Wolter Hasemann blieb erhalten und wurde 1949/50 in die Nordseite des Gewandhauses am Altstadtmarkt versetzt.

### Weitere Bauten
Die im Folgenden genannten historischen Bauten sind nicht mehr erhalten. Im Jahre 1385 wurde eine städtische Waage im Norden des Hagenmarktes errichtet. Eine Schmiede wird 1404 erwähnt. Am Südrand des Hagenmarktes befand sich von 1695 bis 1828 das Katharineum, welches im heute noch bestehenden Gymnasium Martino-Katharineum aufging.

### Brunnen und Denkmäler
Im Jahre 1874 wurde der heute noch erhaltene, von Adolf Breymann entworfene und von Georg Ferdinand Howaldt gegossene Heinrichsbrunnen errichtet. Die Bronzefigur stellt den Gründer des Hagen, Herzog Heinrich den Löwen, dar. Er hält ein Modell von St. Katharinen in seiner linken Hand. Die Brunnenschalen aus Velpker Sandstein stammen von Ludwig Winter, die Drachen und Löwen sind wiederum von Breymann. Ein früherer Brunnen an dieser Stelle aus dem Jahre 1407 wurde 1570 vergoldet und während der Befreiungskriege im Jahre 1814 eingeschmolzen, um daraus Kanonen zu gießen.
An der Nordwestseite erinnert eine Gedenkplatte mit Sockel an den 1604 auf dem Hagenmarkt gefolterten und hingerichteten Bürgerhauptmann Henning Brabandt.
Auf der gegenüberliegenden Seite erinnert ein achteckiger Säulenschaft mit Inschrift an das herzogliche Opernhaus und die hier stattgefundenen Uraufführungen von Lessings Emilia Galotti (1772) und Goethes Faust (1829).

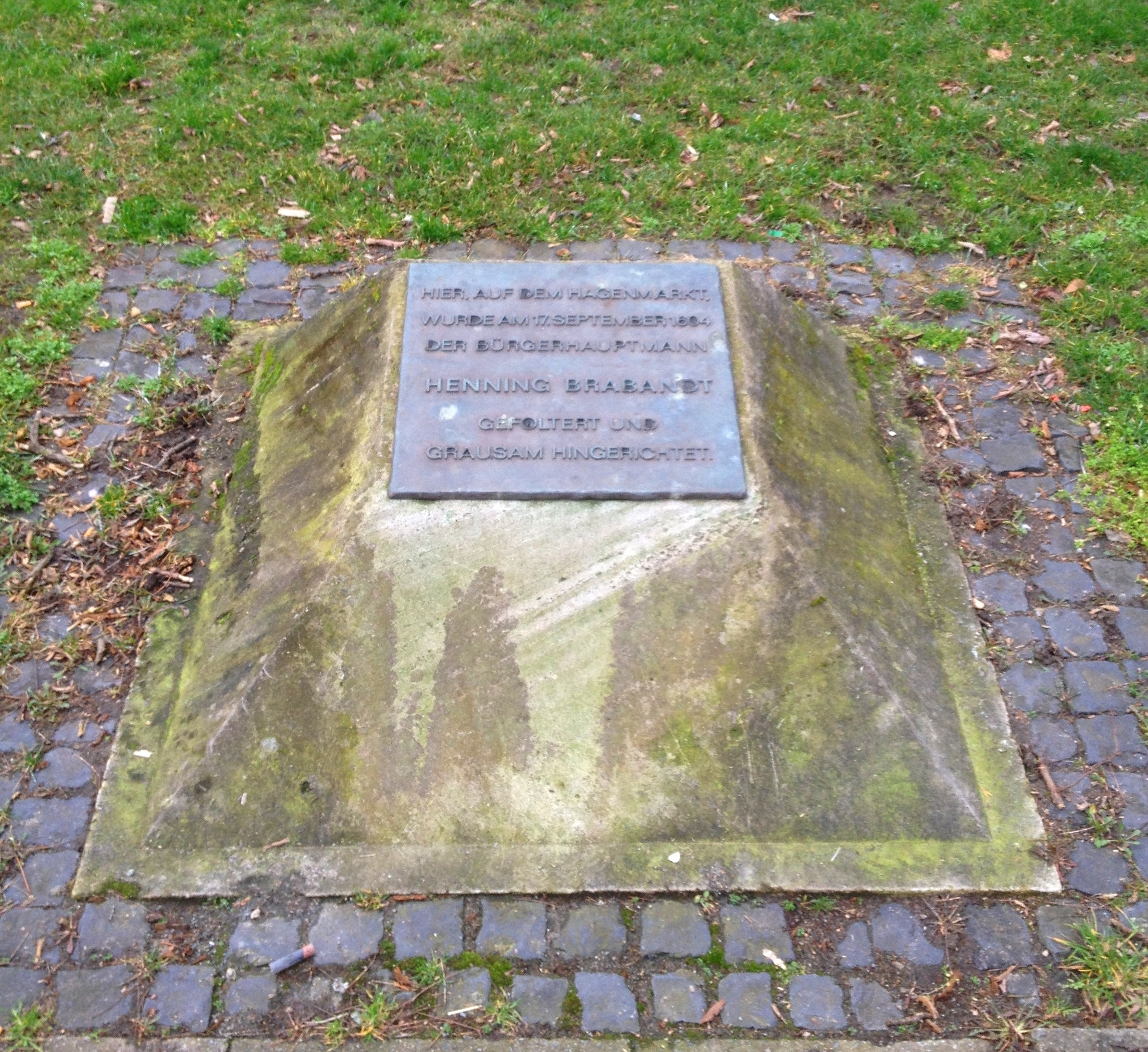
Gedenkplatte Henning Brabandt
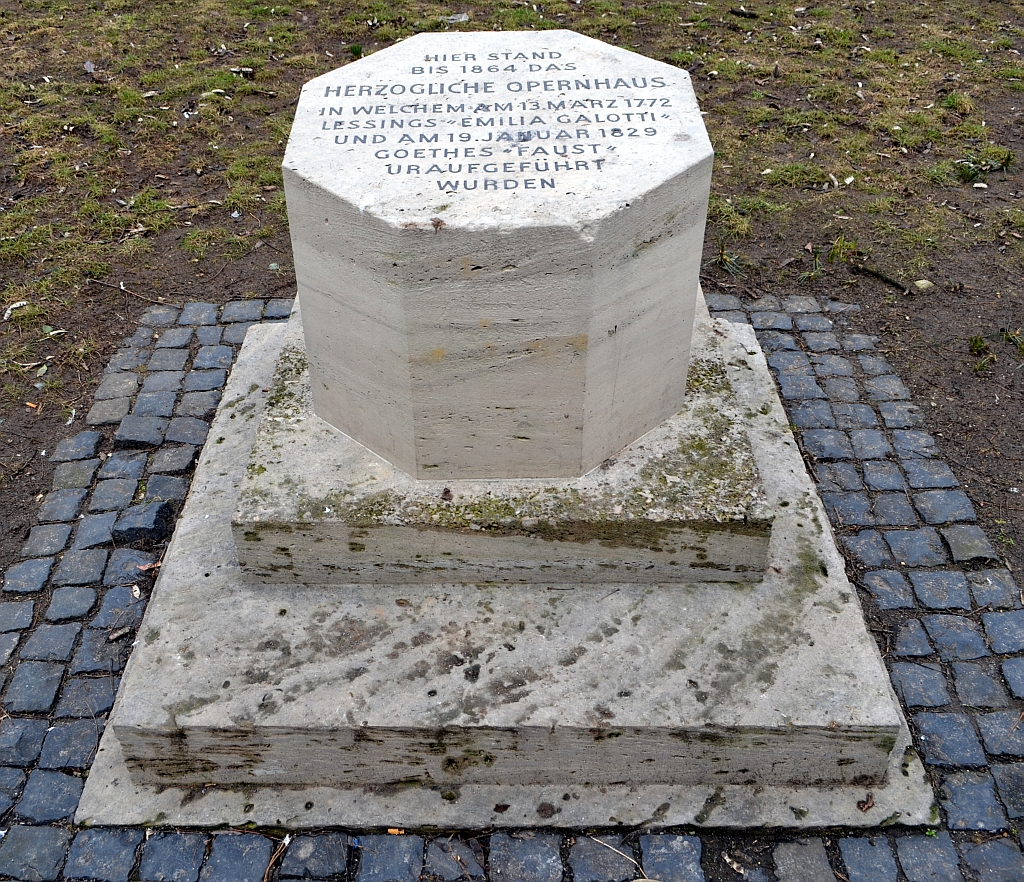
Gedenkstein Opernhaus

## Geschichte
Der Überlieferung nach wurde der morastige Grund des Hagen durch flandrische Siedler (1196 erwähnt), die Herzog Heinrich der Löwe nach Braunschweig rief, ab dem 12. Jahrhundert entwässert. Möglicherweise waren auch Friesen an der Besiedlung beteiligt, worauf die Bezeichnung Vresendor von 1349 hindeutet. Direkt an der Oker gab es 1397 eine Pferdetränke.

### Archäologische Grabungen
In den Jahren 1980/1981 wurden Ausgrabungen durch den Archäologieoberrat Hartmut Rötting durchgeführt. Dabei fand man einen ungefähr um 1200 angelegten Knüppeldamm, der zur Befestigung des sumpfigen Untergrundes gedient hatte. Es konnte nachgewiesen werden, dass die Katharinenkirche auf einer Schwemmsandinsel erbaut wurde. In vorstädtischer Zeit lag das Niveau des Hagenmarktes um ca. 2,6 m tiefer.
Weitere Ausgrabungen erfolgten in den Jahren 2024 und 2025 vor einer Platzneugestaltung. Die von einer Grabungsfirma vorgenommenen archäologischen Untersuchungen reichten bis in eine Tiefe von 2,5 Meter. Dabei freigelegte Mauer- und Fundamentreste ordneten die Archäologen dem herzoglichen Opernhaus von 1690 und dem überbauten mittelalterliche Hagenrathaus zu. Neu entdeckt wurde ein mit Schutt verfüllter Brunnen.

### Die „Große Schicht“ 1374 bis 1380
Der Hagenmarkt war im Laufe der Geschichte mehrfach Schauplatz gewaltsamer innerstädtischer Auseinandersetzungen, den sogenannten „Braunschweiger Schichten“. Während der „Großen Schicht“ kam es dort 1374 zur Hinrichtung des Bürgermeisters der Altstadt, Tile von Damm. Erst durch äußeren wirtschaftlichen Druck durch Ausschluss Braunschweigs aus der Hanse im Jahre 1375 wurde die Wiederherstellung der althergebrachten Machtverhältnisse erzwungen. Im Jahre 1380 wurde Braunschweig unter Auflagen wieder in die Hanse aufgenommen.

### Der „Aufruhr der Armut“ 1512 bis 1514
Zur Sanierung der städtischen Finanzen wurden zu Beginn des 16. Jahrhunderts Schoss und Zölle erhöht. Eine erneute Anhebung im Jahre 1512 sowie eine andauernde Inflation führten zu einem Aufstand im Hagen, wobei die ärmeren Bevölkerungsschichten aus der Schöppenstedter Straße, der Mauern- und Friesenstraße sowie aus Nickelnkulk und Klint das Hagenrathaus stürmten. Hänselmann sprach daher später vom „Aufruhr der Armut“. Der Bürgermeister wurde verletzt, ein Ratsherr getötet. Auch der städtische Zollschreiber Hermann Bote wurde Opfer der Übergriffe. Er beschrieb diese, sowie die vorhergehenden „Schichten“ seit 1292, d. h. innerstädtischen Aufstände, in seinem Dat schicht boick von 1514. Die Eroberung des Altstadtrathauses gelang nicht; der Rat war jedoch zu Zugeständnissen gezwungen, reduzierte die erhobenen Abgaben und setzte die Neuerungen im „Kleinen Brief“ von 1513 fest. Die Lage beruhigte sich Ende 1513 nach der Hinrichtung mehrerer Aufrührer und nach der Verabschiedung eines neuen Finanzgesetzes 1514, das die ärmeren Bevölkerungsgruppen weniger stark belastete.

### Die Brabandtsche Revolution 1601 bis 1604
Zu Beginn des 17. Jahrhunderts eskalierten die sozialen Spannungen zwischen ärmeren Bevölkerungsschichten und dem wohlhabenden Patriziat, welches bislang die Macht im Rat innehatte. Im Jahre 1601 gelang dem Bürgerhauptmann Henning Brabandt mit dem „Neuen Rezeß“ eine Demokratisierung der innerstädtischen Machtverteilung. In den Folgejahren verlor Brabandt zusehends die Unterstützung der Bevölkerung. Es kam zu Unruhen, die sich am 3. September 1604 zuspitzten, als sich Brabandts Gegner auf dem Hagenmarkt und seine Anhänger auf dem Altstadtmarkt versammelten. Es folgte eine Jagd auf die Bürgerhauptleute und ihre Anhänger. Brabandt gelang zunächst die Flucht, wurde jedoch am Folgetag gefangen genommen. Im unmittelbar folgenden Strafprozess entlud sich die Rache des alten patrizischen Rates. Brabandt gestand unter der Folter alle ihm zur Last gelegten Taten bis hin zu einem Bündnis mit dem Teufel. Dem Schuldspruch folgte am 17. September 1604 Brabandts bestialische Hinrichtung auf dem Hagenmarkt. Mehrere Anhänger Brabandts wurden ebenfalls hingerichtet.

### 19. Jahrhundert

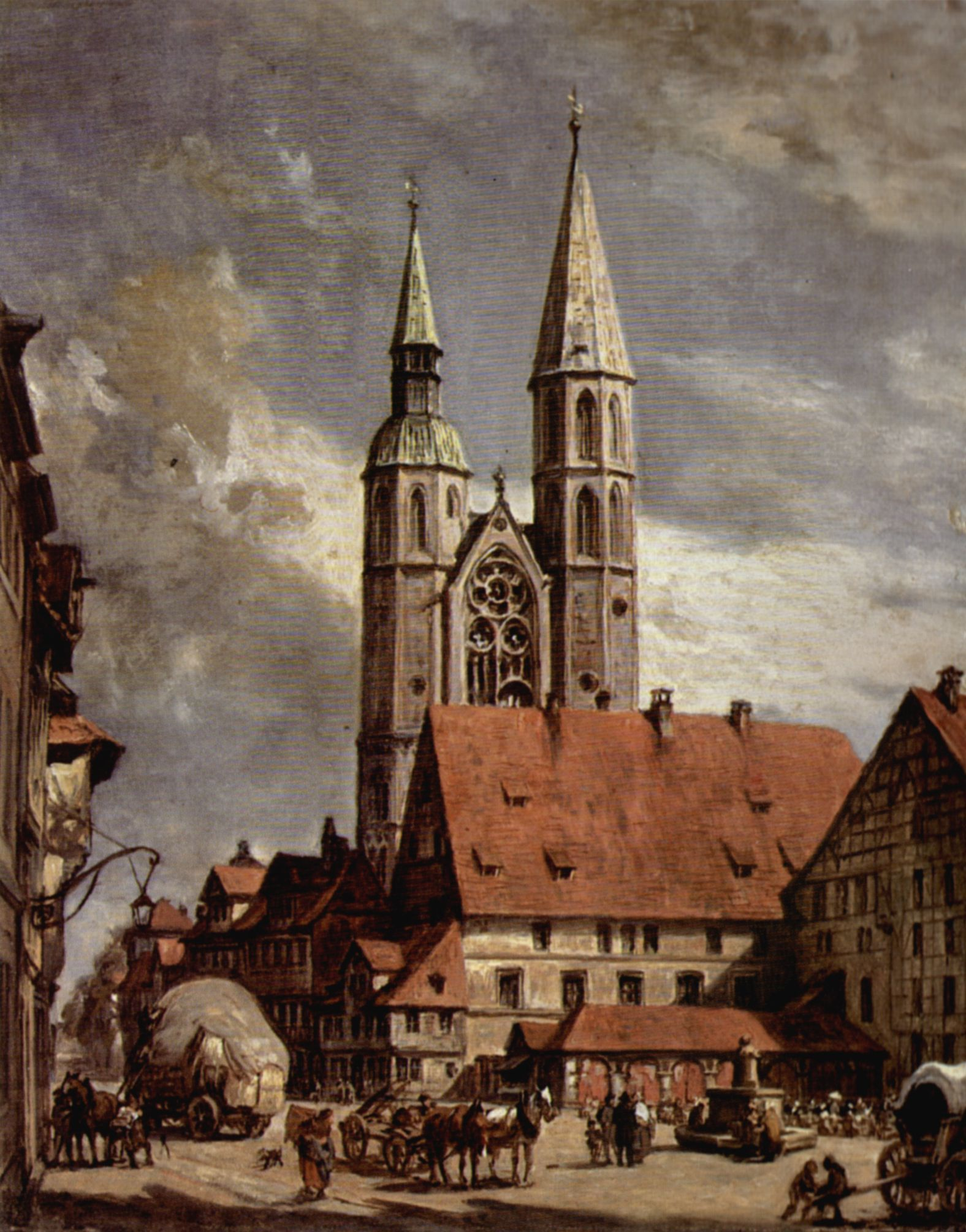
Hagenmarkt mit Opernhaus von Westen,
Gemälde von Ludwig Tacke, vor 1864

In den Jahren 1884 und 1885 entstand mit der Neuanlage der Casparistraße eine Verbindung zum Bahnhof. Der bisherige Wochenmarkt wurde 1897 in die neu eröffnete Markthalle verlegt.

### Zerstörung im Zweiten Weltkrieg
In der Luftbildaufnahme vom 12. Mai 1945 sind die großflächigen Zerstörungen im Bereich der Innenstadt sichtbar. Im Streiflicht (Sonne steht im Westen) sind die großflächigen Bombenbrachen zwischen Theaterwall und Hagenmarkt gut erkennbar: Die Häuser wurden zu fast 100 % zerstört, es stehen nur noch vereinzelte Mauern von Steingebäuden.
| Durch über 40 Bombenangriffe während des Zweiten Weltkrieges, insbesondere den Bombenangriff vom 15. Oktober 1944, großflächig zerstörte und beschädigte Bereiche der nordöstlichen Braunschweiger Innenstadt, zwischen Steinweg (oben), Hagenmarkt (rechts), Fallersleber Straße (unten) und Theaterwall (links). Zur Orientierung: | |
| 1) | Das schwer beschädigte Braunschweiger Schloss. |
| 2) | Der Burgplatz; darunter das Staatsministerium in der Dankwardstraße, dem links gegenüber das Rathaus. Auf dem Burgplatz sind rechts die Burg Dankwarderode und der Braunschweiger Dom erkennbar. |
| 3) | Der Ruhfäutchenplatz grenzt an die Burg Dankwarderode und das Hotel Deutsches Haus. |
| 4) | Am linken Bildrand ist das Staatstheater erkennbar. |
| 5) | Die zerstörten Gebäude von Wilhelmsgarten. |
| 6) | Die schwer beschädigte Katharinenkirche am Hagenmarkt. |
| 7) | Die Ruine der Hagenmarkt-Apotheke. |
| 8) | Das ausgebrannte Bierbaumsche Haus an der Fallersleber Straße. |
| Ausschnitt aus einer Luftaufnahme der USAAF vom 12. Mai 1945 | |

Die schwer beschädigt Katharinenkirche wurde von 1946 bis 1958 wieder aufgebaut und ab 1987 restauriert.

### Umbau ab 1981
Dem Charakter des Hagenmarktes als wichtiger Verkehrsknotenpunkt wurde durch den Umbau ab 1981 Rechnung getragen. Im Jahre 1983 wurde der neue Cityring fertiggestellt, der die Schnittpunkte Hagenmarkt, Radeklint, Europaplatz und John-F.-Kennedy-Platz miteinander verbindet.

### Der „Braunschweiger Kessel“ 2005
Am 18. Juni 2005 wurden während einer Anti-NPD-Kundgebung auf dem Hagenmarkt ungefähr 250 Personen von der Polizei für mehr als zwei Stunden eingeschlossen. Darunter befanden sich auch zufällig vorbeikommende Passanten. In nachfolgenden Gerichtsverfahren wurde entschieden, dass die Einkesselung rechtswidrig war.

### Neuplanung
Im April 2022 wurde ein nicht offener Realisierungswettbewerb ausgelobt. Gegenstand des Wettbewerbs war die freiräumliche Neuplanung des Hagenmarktes. Die Stadt Braunschweig verfolgte mit diesem Verfahren das Ziel, für den Hagenmarkt einen konkreten umsetzungsgeeigneten Entwurf einer neuen Freiraumgestaltung zu erhalten und diesen zu realisieren. In der Preisgerichtssitzung vom 21. September 2022 wurde das Büro „capatti staubach urbane landschaften“ aus Berlin mit dem 1. Preis ausgezeichnet.

## Literarische Adaption
Der Hagenmarkt in Braunschweig ist Schauplatz des 1870 erschienenen Romans Im Eckfenster des Schriftstellers Friedrich Gerstäcker (1816–1872). Der Roman gehört zu den ersten deutschen Kriminalromanen des 19. Jahrhunderts, in denen ein Detektiv als Ermittler tätig ist und den Fall aufklärt.